# Navayana

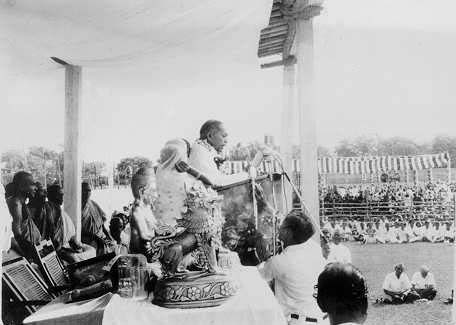
Dr. Ambedkar bei seiner Rede während der Bekehrung am 14. Oktober 1956

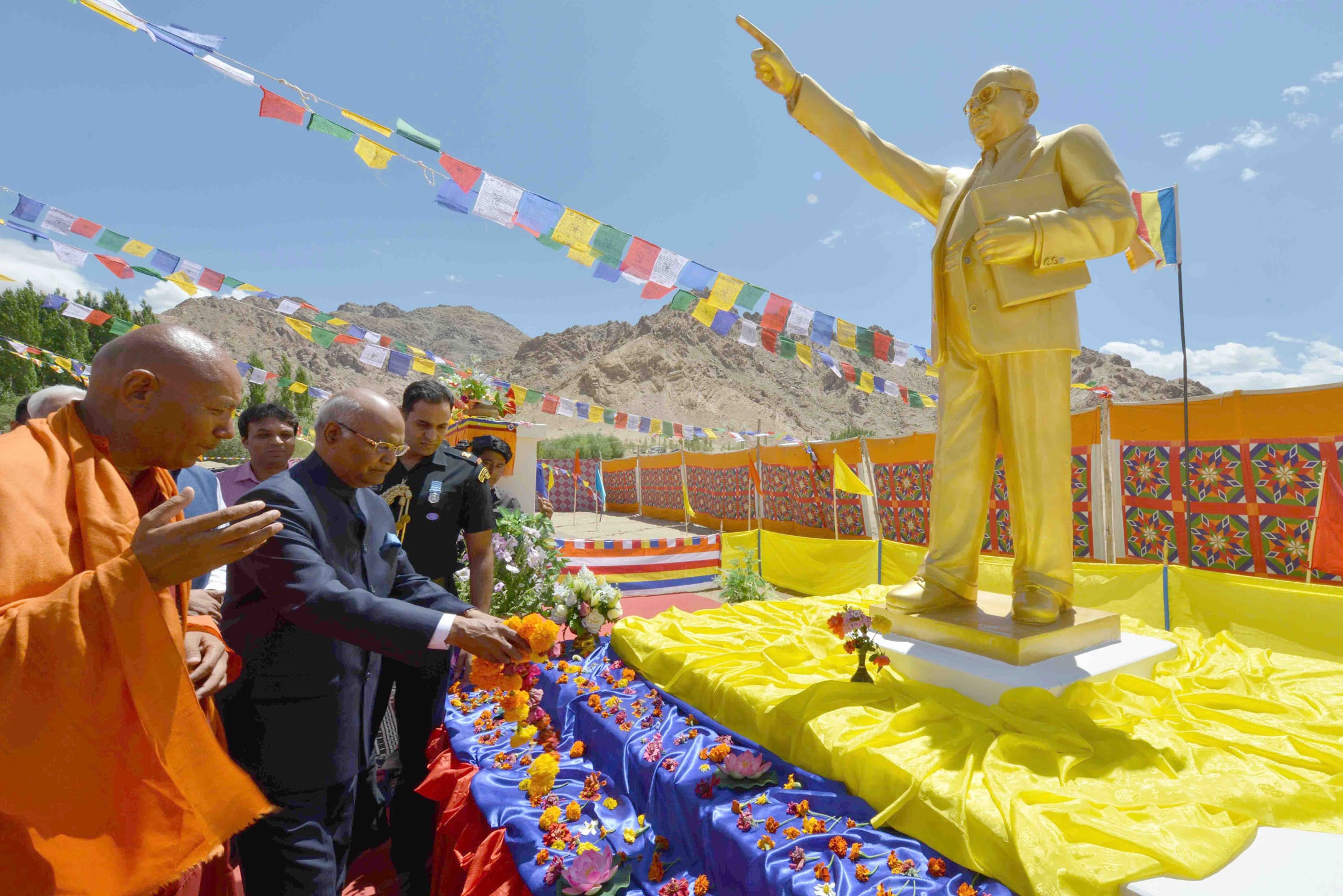
Der Staatspräsident Indiens, Ram Nath Kovind zollt der Statue von Dr. Ambedkar während seines Besuchs im Mahabodhi International Meditation Centre in Leh am 21. August 2017 mit Blumen Tribut.

Der Navayana-Buddhismus (Buddhismus des neuen Fahrzeugs), auch als Ambedkar-Buddhismus oder Dalit-Buddhismus bezeichnet, entstand am 14. Oktober 1956, als, angeleitet durch den indischen Politiker Bhimrao Ramji Ambedkar, rund 400.000 Dalits, früher auch als Unberührbare bezeichnet, zum Buddhismus übertraten.
Navayana, wie es von Ambedkar formuliert wurde, gibt die traditionellen buddhistischen Praktiken und Gebote der Hauptströmung auf, z. B. Ideen wie Karma, Wiedergeburt im Jenseits, Samsara, Meditation, Nirwana und die Vier Edlen Wahrheiten.  Ambedkars neue Sekte des Buddhismus lehnte diese Ideen ab und interpretierte die Religion des Buddha im Sinne von Klassenkampf und sozialer Gleichheit neu.
Ambedkar war Gründervater der Republik Indien und Hauptverfasser der Verfassung Indiens. Navayana betont die Bedeutung des sozialen Engagements und weist Parallelen zu den Bewegungen für Selbstbestimmung und wirtschaftliche Gerechtigkeit in Tibet, Vietnam, Sri Lanka, Myanmar und Thailand auf.
Ambedkars Navayana wird manchmal als „viertes Yana“ im Gegensatz zum individuellen Pfad des Hinayana (Theravada)-Buddhismus, dem messianischen und missionarischen Geist des Mahayana-Buddhismus und dem Ritualismus und der Scholastik des Vajrayana-Buddhismus betrachtet.